# Кастийон-ан-Ож
Кастийо́н-ан-Ож (фр. Castillon-en-Auge) — коммуна во Франции, находится в регионе Нижняя Нормандия. Департамент коммуны — Кальвадос. Входит в состав кантона Мезидон-Канон. Округ коммуны — Лизьё.
Код INSEE коммуны — 14141.

## Население
Население коммуны на 2010 год составляло 151 человек.
| 1962 | 1968 | 1975 | 1982 | 1990 | 1999 | 2010 |
| ---- | ---- | ---- | ---- | ---- | ---- | ---- |
| 155  | 119  | 120  | 101  | 101  | 130  | 151  |

## Экономика
В 2010 году среди 105 человек трудоспособного возраста (15—64 лет) 75 были экономически активными, 30 — неактивными (показатель активности — 71,4 %, в 1999 году было 68,3 %). Из 75 активных жителей работали 67 человек (41 мужчина и 26 женщин), безработных было 8 (5 мужчин и 3 женщины). Среди 30 неактивных 11 человек были учениками или студентами, 13 — пенсионерами, 6 были неактивными по другим причинам.